# Pietro Colonna

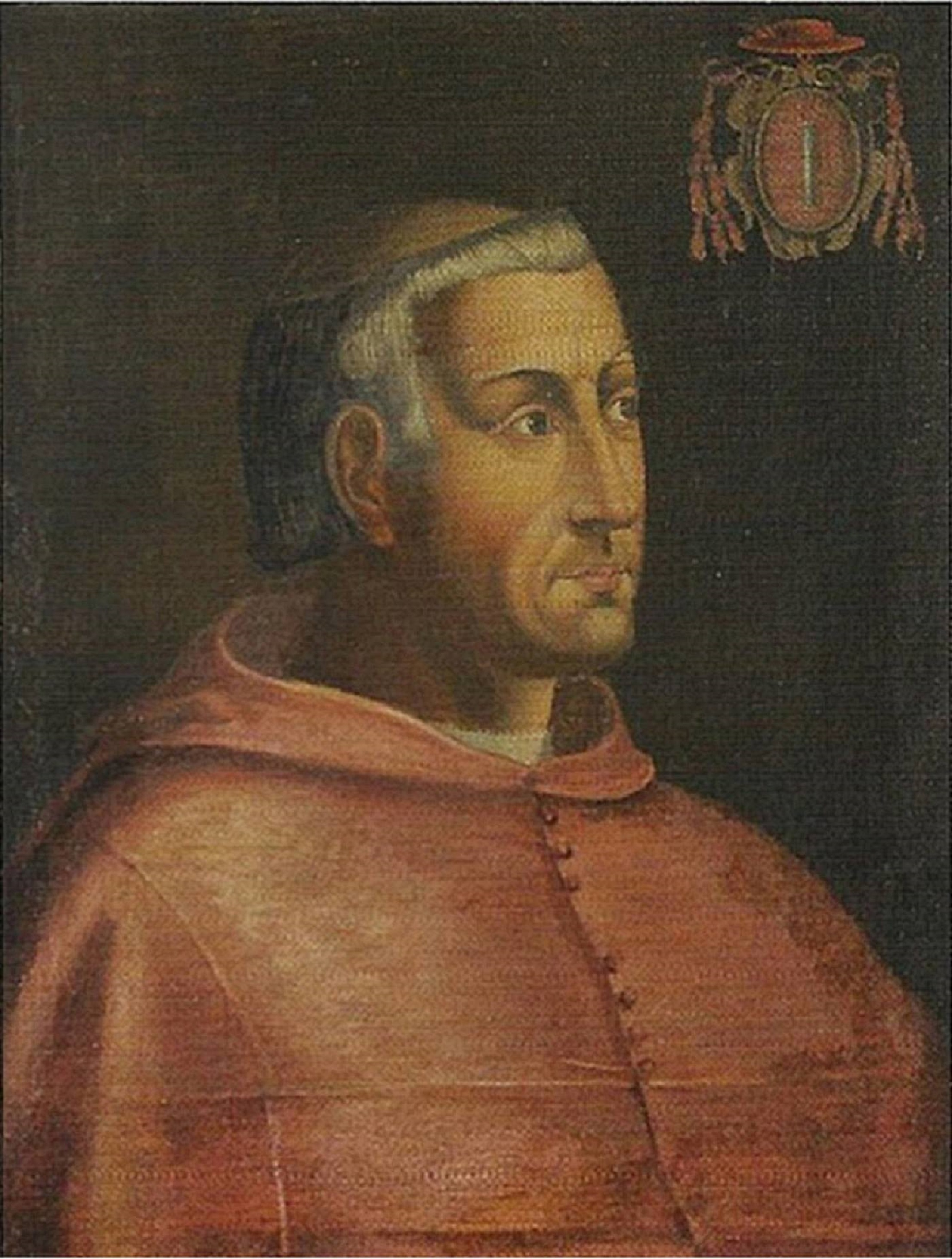
Kardinal Pietro Colonna (Porträt, 16. Jh.)

Pietro Colonna (* um 1260 in Rom; † 7. Januar 1326 in Avignon) war ein Kardinal der katholischen Kirche, er gehörte der Kurie an.
Papst Nikolaus IV. erhob Pietro Colonna, den Neffen von Kardinal Giacomo Colonna, am 16. Mai 1288 zum Kardinal im Rang eines Kardinaldiakons von Sant'Eustachio. Papst Bonifatius VIII., aus der Familie der Gaetani, die den Colonnas entgegenstanden, setzte ihn am 10. Mai 1297 ab. Er wurde unter Papst Benedikt XI. am 2. Februar 1304 rehabilitiert und von Papst Clemens V. am 7. Dezember 1307 wieder eingesetzt. Von 1318 bis 1326 war er Erzpriester der Basilika Santa Maria Maggiore in Rom.